# Chavaniac-Lafayette
Chavaniac-Lafayette település Franciaországban, Haute-Loire megyében. Lakosainak száma 270 fő (2022. január 1.). Chavaniac-Lafayette Jax, Mazerat-Aurouze, Sainte-Eugénie-de-Villeneuve és Saint-Georges-d’Aurac községekkel határos.

## Népesség
A település népességének változása:
| Lakosok száma | 458  | 352  | 317  | 289  | 273  | 278  | 275  | 268  | 266  | 270  |
|               | 1968 | 1982 | 1990 | 2006 | 2013 | 2015 | 2017 | 2019 | 2020 | 2022 |